# Efraín Orona
Efraín Orona Zavala (Chihuahua, 22 febbraio 1999) è un calciatore messicano, difensore del Puebla.

## Caratteristiche tecniche
È un difensore centrale.

## Carriera

### Club
Tra il 2018 ed il 2021 ha giocato complessivamente 19 partite nella prima divisione messicana con il Pachuca; nell'estate del 2021 si è trasferito all'Atlético San Luis, altro club della prima divisione messicana.

### Nazionale
Nel 2018 con la nazionale Under-20 messicana ha disputato il campionato nordamericano Under-20.